# Luciano Benavides
Luciano Benavídes (Salta, Argentina, 15 de junio de 1995) es un motociclista argentino, especialista en enduro y rally raid, miembro actualmente del equipo KTM Factory Racing. En 2023 ganó el Campeonato Mundial de Rally Raid de la FIM, habiendo triunfado en uno de sus eventos puntuables, el Desafío Ruta 40.
Fue Campeón Argentino de Enduro 2015 y 2016 y Medalla de Oro en los Six Days de España 2016.
Es hermano del también piloto de enduro y rally raid Kevin Benavides, campeón del Rally Dakar de 2021. Es el segundo piloto argentino en ganar etapas en el Rally Dakar en la categoría motos.

## Resultados

### Rally Dakar
| Año     | Clase | Vehículo  | Posición | Victorias de etapa |
| ------- | ----- | --------- | -------- | ------------------ |
| 2018    | Motos | KTM       | Ret.     | -                  |
| 2019    | Motos | KTM       | 9.º      | -                  |
| 2020    | Motos | KTM       | 6.º      | -                  |
| 2021    | Motos | KTM       | Ret.     | -                  |
| 2022    | Motos | Husqvarna | 13.º     | -                  |
| 2023    | Motos | Husqvarna | 6.°      | 3                  |
| 2024    | Motos | Husqvarna | 7.°      | -                  |
| 2025    | Motos | KTM       | 4.°      | 2                  |
| Fuente: |       |           |          |                    |

### Campeonato Mundial de Rally Raid (FIM)
| Año     | Clase | Vehículo  | Posición | Puntaje | Victorias   |
| ------- | ----- | --------- | -------- | ------- | ----------- |
| 2022    | Motos | Husqvarna | 4.°      | 53      | -           |
| 2023    | Motos | Husqvarna | 1.º      | 100     | 1 (Ruta 40) |
| 2024    | Motos | Husqvarna | Ret.     | 0       | -           |
| Fuente: |       |           |          |         |             |

### Otros Resultados
| Torneos                    | Podios                        |
| -------------------------- | ----------------------------- |
| Desafío Ruta 40            | (1st in W2RC; 2023)           |
| Rally Raid de Marruecos    | x3 (2018, 2022, 2023), (2024) |
| Abu Dhabi Desert Challenge | x2 (2019, 2023)               |
| Rally de Atacama           | (2022)                        |
| Sonora Rally               | (2nd in W2RC; 2023)           |
| Rally de Andalucía         | (2022)                        |
| South African Safari Rally | (2025)                        |